# Ivan Ostojić
Ivan Ostojić  (Povlja, 6. studenog 1893. – Split, 22. rujna 1980.) bio je hrvatski crkveni povjesničar i svećenik. 

## Životopis
Rođen je 6. studenog 1893. godine u Povljima na otoku Braču. Pučku školu završio kod strica učitelja u Vrbanju na Hvaru. Gimnaziju je završio u Splitu, a teološke studije u Zadru.
Za svećenika je zaređen 2. travnja 1916. godine. Služio je kao kapelan u Pučišćima te kao župnik u Bobovišćima i rodnim Povljima. Odlazi zatim na postdiplomski studij u Rim gdje je doktorirao. Od 1929. predavao je na splitskoj teologiji moralnu teologiju.
Katolički bogoslovni fakultet u Zagrebu dao mu je 1970. godine počasni doktorat. Napisao je veliko djelo u tri sveska „Benediktinci u Hrvatskoj i u ostalim krajevima”.

### Članci
- Šimundža, Drago. 1974. Crtica o životu i radu dr. Ivana Ostojića. Crkva u svijetu. Sveučilište u Splitu - Katolički bogoslovni fakultet. Split. 9 (1): 71–76
- Kirigin, Martin. 1993. Uspomene na don Ivana Ostojića. Crkva u svijetu. Sveučilište u Splitu - Katolički bogoslovni fakultet. Split. 28 (3): 341–344